# Casa Eastman
La Casa Eastman es un inmueble ubicado en Limache, Región de Valparaíso, Chile. Construida en 1924, fue diseñada por los arquitectos Josué Smith Solar y José Smith Miller como residencia del ingeniero Adolfo Eastman en terrenos de su hacienda. Perteneció a la familia Eastman hasta 2013, cuando la adquirió el municipio de Limache para realizar una transformación patrimonial, y convertirla en un centro cultural y de eventos.
La casa, construida en estilo neotudor con madera y rellenos de ladrillo, cuenta con tres niveles y una forma de «L», con más de 1000 m² de construcción. Posee su entrada principal hacia el sur, donde se aprecian los juegos volumétricos presentes en la casa.
En medio de la recuperación patrimonial se encontraron una red de túneles subterráneos, con unos 4 km de longitud, que nacen en la propiedad de la casa.